# Marc Iavaroni
Marcus John "Marc" Iavaroni (Jamaica, Nueva York, 15 de septiembre de 1956) es un exjugador y entrenador de baloncesto estadounidense, que disputó siete temporadas en la NBA en la década de los 80. Jugaba de alero, con sus 2,03 metros de estatura.

## Trayectoria deportiva

### Universidad
Se graduó en 1978 por la Universidad de Virginia, donde pasó cuatro años jugando con los Cavaliers, siendo capitán en su temporada sénior. Ganó el título de su conferencia, la ACC, en 1976, y fue incluido en el mejor quinteto de la misma en 1976 y 1977. Promedió en total 11,3 puntos y 6,5 rebotes, figurando todavía como décimo mejor reboteador de su universidad de toda su historia, con 718 rebotes.

### Profesional
Fue elegido en una posición muy retrasada en el Draft de la NBA de 1978 por los New York Knicks, en el puesto 55, por lo que tuvo que hacer las maletas e irse a jugar a la liga italiana, jugando en Forli y Brescia. con 26 años pudo por fin entrar en la NBA, siendo una pieza clave del banquillo en los Philadelphia 76ers, que ganaron el título en esa temporada, la 82-83. Pasó dos años más con los Sixers, equipo que lo traspasó a San Antonio Spurs, donde no tuvo demasiadas oportunidades. De ahí a Utah, donde estuvo 3 años jugando apenas 10 minutos por partido.
Con 32 años decidió seguir su carrera deportiva de nuevo en Italia, en el Phillips de Milán, para acabar su trayectoria como jugador en el Caja de Ronda (actual Unicaja) de la Liga ACB española, donde promedió 16,8 puntos y 7,3 rebotes en su primer año.

### Entrenador
Comenzó su carrera como entrenador en su alma mater, la Universidad de Virginia, como asistente, desde donde pasó a la Universidad de Bowling Green en el mismo puesto durante dos años. Más tarde fue asistente durante varios años de Mike D'Antoni en los Phoenix Suns. En 2007 ha sido nombrado entrenador principal de los Memphis Grizzlies de la NBA. Fue despedido el 22 de enero de 2009, por una floja temporada con los Grizzlies.